# Автодорога A1 (Литва)

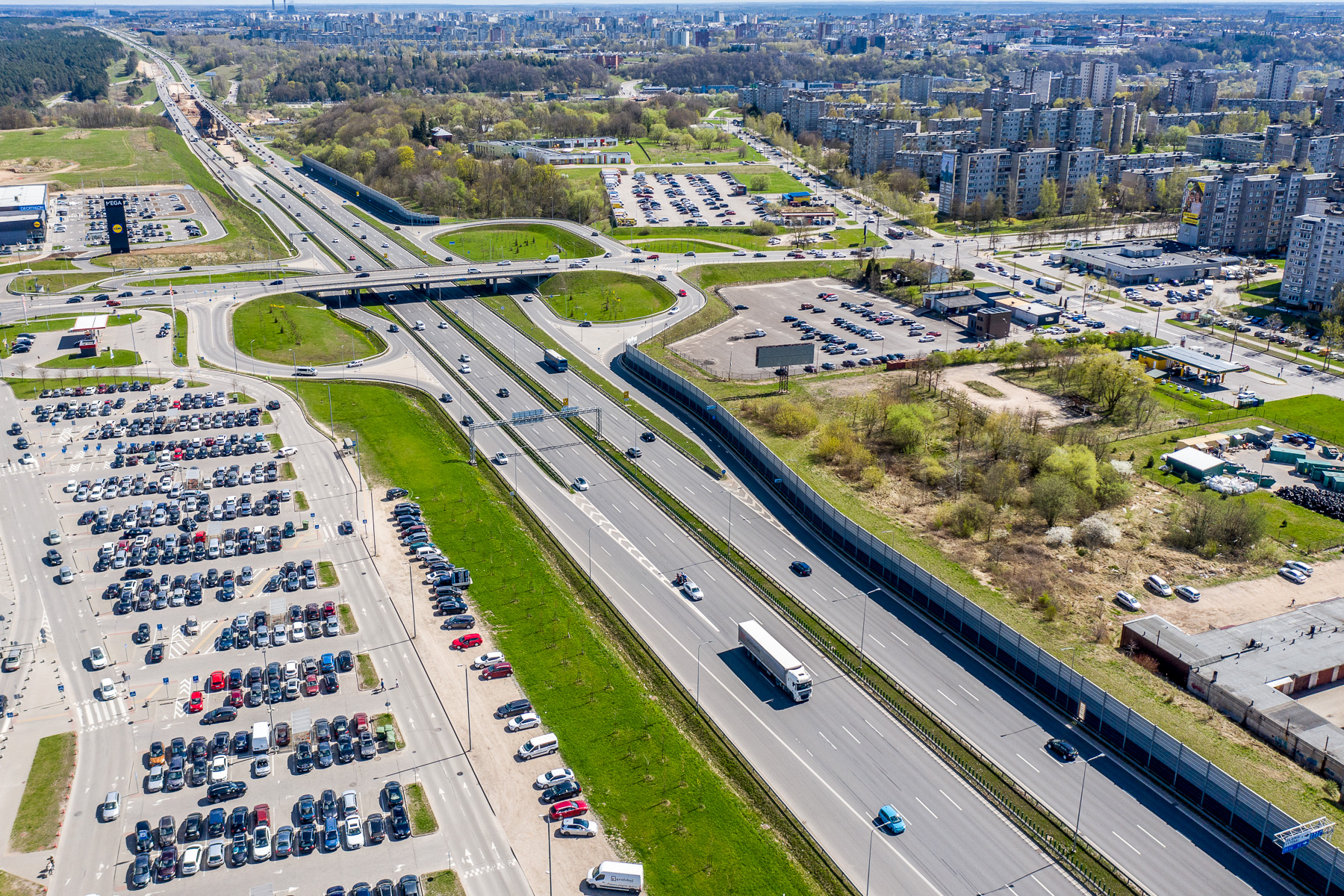
Автодорога A1 близ Каунаса

А1 — автомагистраль Литвы, соединяющяя три её крупнейших города: Вильнюс, Каунас и Клайпеду. Самая первая и протяжённая автомагистраль Литвы. Одна из основных автострад и автомобильных дорог Литвы, протяжённостью 311 км. Является частью Европейских маршрутов E 28, E 67 и E 85. Проходит через города Григишкес, Вевис, Электренай, Жежмаряй, Каунас, Расейняй. 

## История
До 2021 года только участок Каунас-Клайпеда считался автомагистралью, а участок Каунас-Вильнюс с 2006 года считался скоростной автомагистралью. Участок Каунас-Вильнюс имел слишком много нестандартных характеристик для получения статуса автомагистрали.
В 2020 году была проведена реконструкция автомагистрали, в ходе которой были отремонтированы многие второстепенные элементы автомагистрали, чтобы соответствовать стандартам безопасного движения с ограничением скорости до 130 км/ч. Это включает в себя реконструкцию проезжей части возле перекрестков, уменьшение количества некоторых эллингов, строительство пешеходных переходов и путепроводов.
Участок автомагистрали Вильнюс – Каунас был построен в 1970 году, а Каунас – Клайпеда - в 1987 году. Автомагистраль заменила первые 40 километров Жемайтийского шоссе (лит. Žemaičių plentas), построенного в 1930-х годах, идущего от Каунаса.

## Маршрут
Вильнюс
- (5 км) Tūkstantmečio g., Laisvės pr. A3 E 28
- (8 км) Titnago g.
- (9 км) Galvės g. A4 A16 (  )
- (12 км) Gariūnų g. A19 E 85
- (? км) Pirklių g. (направление Центра)
- (? км) Kuro g., Jočionių g.

 Григишкес
- (15 км) Sniegenų g., Kovo 11-osios g. ()
- (17 км) Лентварис 4707 4731 ()

 Конец н/п
- (? км) Деделишкес (в сторону Вильнюса:   )
- (? км) Деделишкес (в сторону Каунаса: )

 Начало скоростной дороги
- (20 км) Молувенай (в Пилайте)
- (21 км) Кариётишкес
- (24 км) Рикантай 4722 4731 4735 ()
- (29 км) Лазденай 4735
- (36 км) Вевис (восточный перекрёсток) 107 108 221

 Вевис
- (? км) Вевис (в обе стороны:   )
- (39 км) Вевис (западный перекрёсток) 4728 221

 Конец н/п
- (44 км) Абромишкес 4730 (  )
- (? км) Абромишкес (в сторону Вильнюса) ()
- (? км) Электренай (в сторону Вильнюса) ()
- (48 км) Электренай 4728
- (51 км) Клониняй Мияугонис 1810 143 ()
- (? км) Лютонис 1816 (  )
- (61 км) Жежмаряй 1808 1812 ()
- (? км) Жежмаряй (в обе стороны) ()
- (63 км) Кайшядорис 142
- (70 км) Антакальнис 129
- (79 км) Румшишкес 188 1804
- (? км) Восилишкес
- (? км) Восилишкес (в сторону Каунаса) ()
- (83 км) Грабучишкес
- (86 км) Карчюпис
- (87 км) Мост через Круну
- (88 км) Нявяронис 1904

 Каунас
- (88 км) Ateities pl. связующая дорога (в сторону Вильнюса) ()
- (89 км) Palemono g. (Палямонас)
- (91 км) Ateities pl. (Пятращюнай)
- (? км) Ateities pl. въезд (в сторону Вильнюса) ( )
- (? км) Лес Давалгоню (в обе стороны) ()

 Конец скоростной дороги
- (? км) Бирулишкес (в сторону Каунаса) ( )
- (95 км) Savanorių pr. A6 E 262
- (? км) Islandijos pl.; Briedžių takas (в обе стороны) ( ) (в сторону Клайпеды: )
- (97 км) Kleboniškio medinis pėsčiųjų viadukas
- (98 км) Ašigalio g.; S.Žukausko g.; Briedžių tak.
- (99 км) Kleboniškio metalinis pėsčiųjų viadukas
- (99 км) Jonavos g. (Клебонишкис)
- (100 км) Мост Клебонишкис
- (100 км) Panerių g. (Вилиямполе) 232
- (101 км) Užnerio g. (Щилайняй)
- (102 км) Vandžiogalos g.; Vakarinis aplink.; Žemaičių pl. 222 A5 E 67

 Конец н/п
 Начало автомагистрали
- (106 км) Гирайте 1921
- (108 км) Саусине
- (113 км) Ситкунай
- (114 км) Ситкунай A8 E 67
- (117 км) Шашяй
- (120 км) Бабтай 1906 1915
- (121 км) Мост через Нявежис
- (122 км) Панявежюкас 1914 1940
- (124 км) Зацишюс
- (128 км) Цинкишкис 229 1925
- (129 км) Пуйдине
- (134 км) Винцентава 1917 2021
- (137 км) Лясчюкай 196
- (144 км) Арёгала 1907
- (145 км) Мост через Дубису
- (147 км) Буткишке 3543
- (156 км) Вяредува
- (161 км) Кяривай 1709
- (166 км) Гиркальнис (→ Расейняй) 3518
- (173 км) Калнуяй (→ Расейняй) 146
- (177 км) Паряйзгупис (→ Расейняй) 3512

 Конец автомагистрали
- (184 км) Суяйняй ()

 Начало автомагистрали
- (190 км) Видукле 3508
- (197 км) Немакщяй 1703 3511 4512
- (204 км) Крижкальнис 196 197 A12 E 77
- (210 км) Бийотай 4516
- (219 км) Самая высокая точка автомагистрали (Пренай) (в сторону Клайпеды) ( )
- (220 км) Пагрибис 4107
- (228 км) Битлаукис 4101
- (235 км) Лаукува 162
- (241 км) Палокистис 4102
- (252 км) Ретавас 164
- (259 км) Жадвайняй 3209
- (259 км) Мост через Юру
- (272 км) Яндриейавас 2202
- (279 км) Анткоптис 2236
- (281 км) Йокуляй 197

 Вежайчяй (ул. Вильняус)
- (286 км) Samališkės g. 2213
- (288 км) Gargždų g. 166 228

 Конец н/п
- (? км) Долина реки Миния
- (? км) Мост через Минию

 Даупарай
- (297 км) Gobergiškės g. 2220
- (299 км) Dauparų g. 228

 Конец н/п
 Конец автомагистрали
 Начало скоростной дороги
- (302 км)  Дирвупяй (Пост управления грузовым транспортом)

 Конец скоростной дороги
- (306 км)  Йакай 141 A13 E 272

 Клайпеда (Вильнюсское шоссе)
- (308 км) Šilutės pl.
- (308 км) Taikos pr.
- → (310 км) Терминал пассажирских кораблей

## Изображения

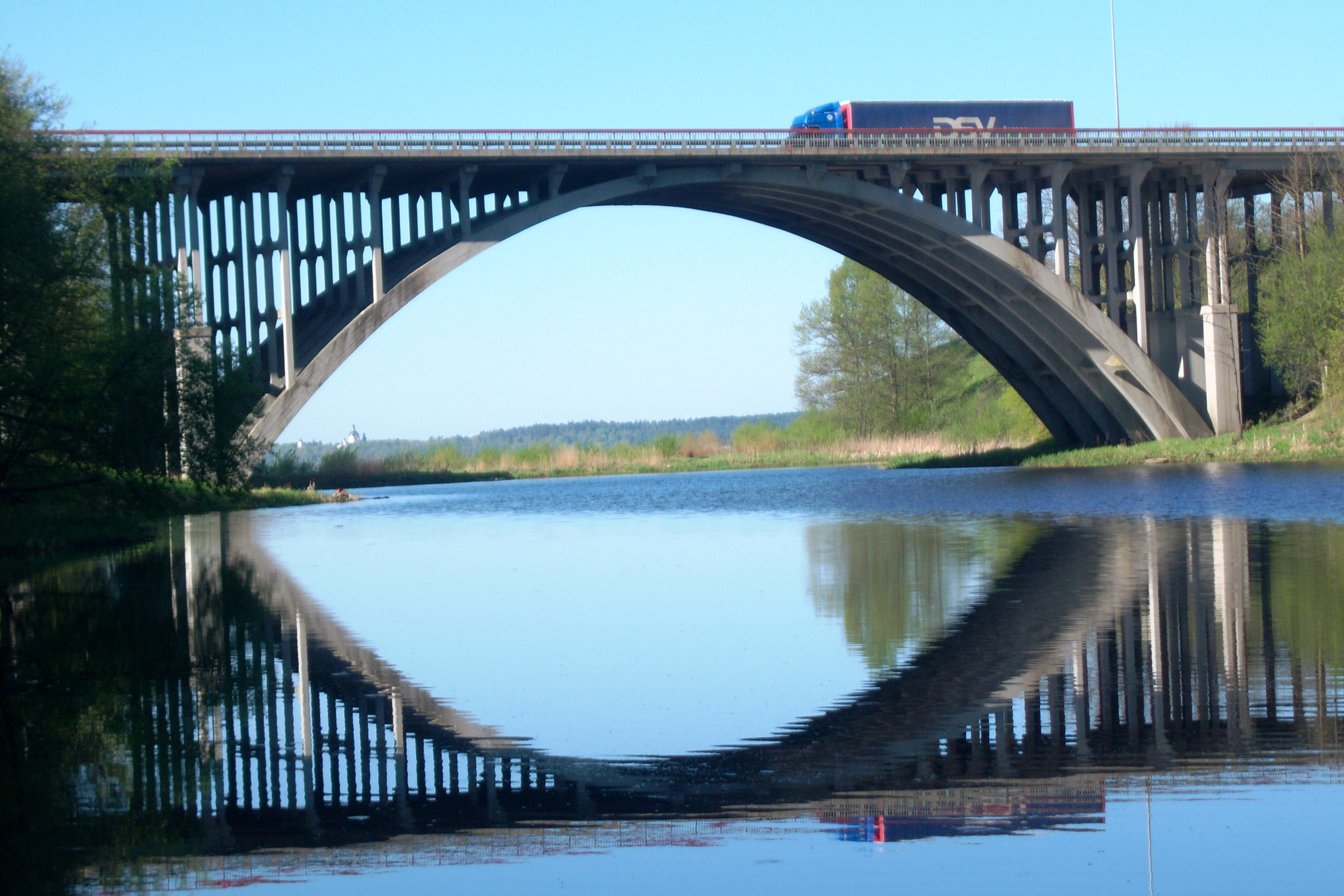
Мост через Круну, 87 км
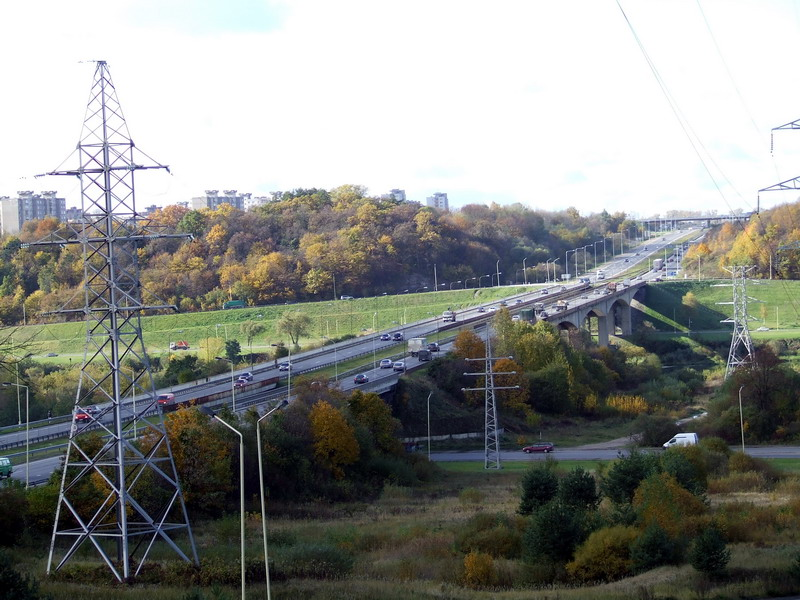
Дорога возле Каунаса в направлении Клайпеды, 99 км
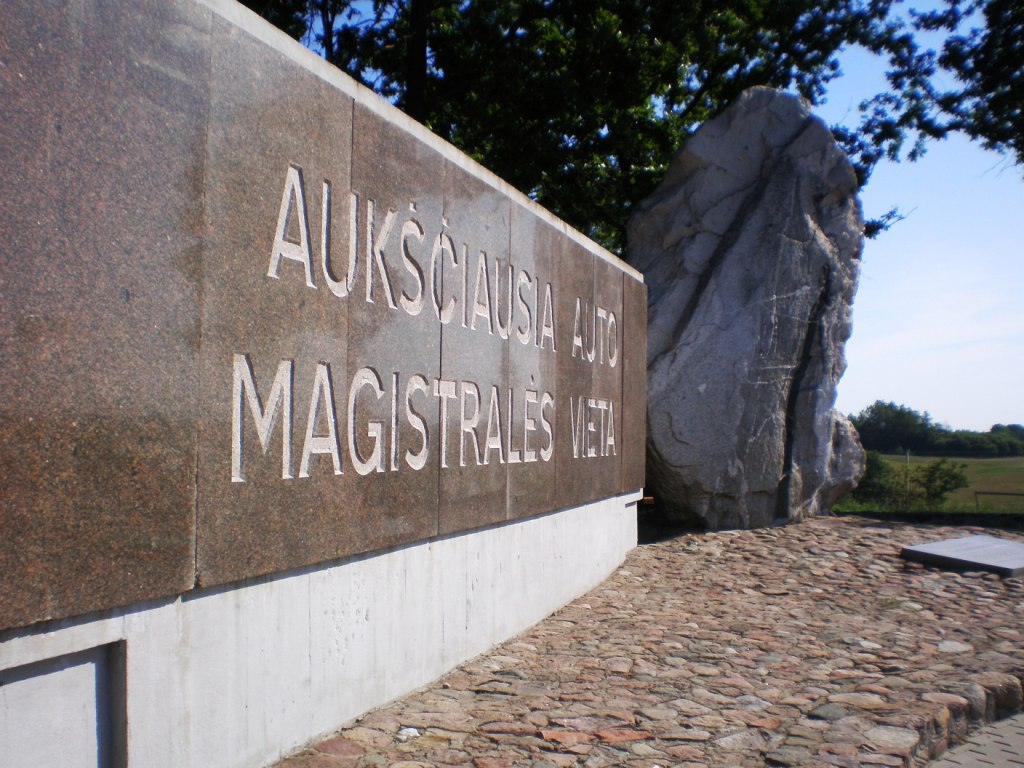
Самая высокая точка автомагистрали, 219 км